# Minette Walters

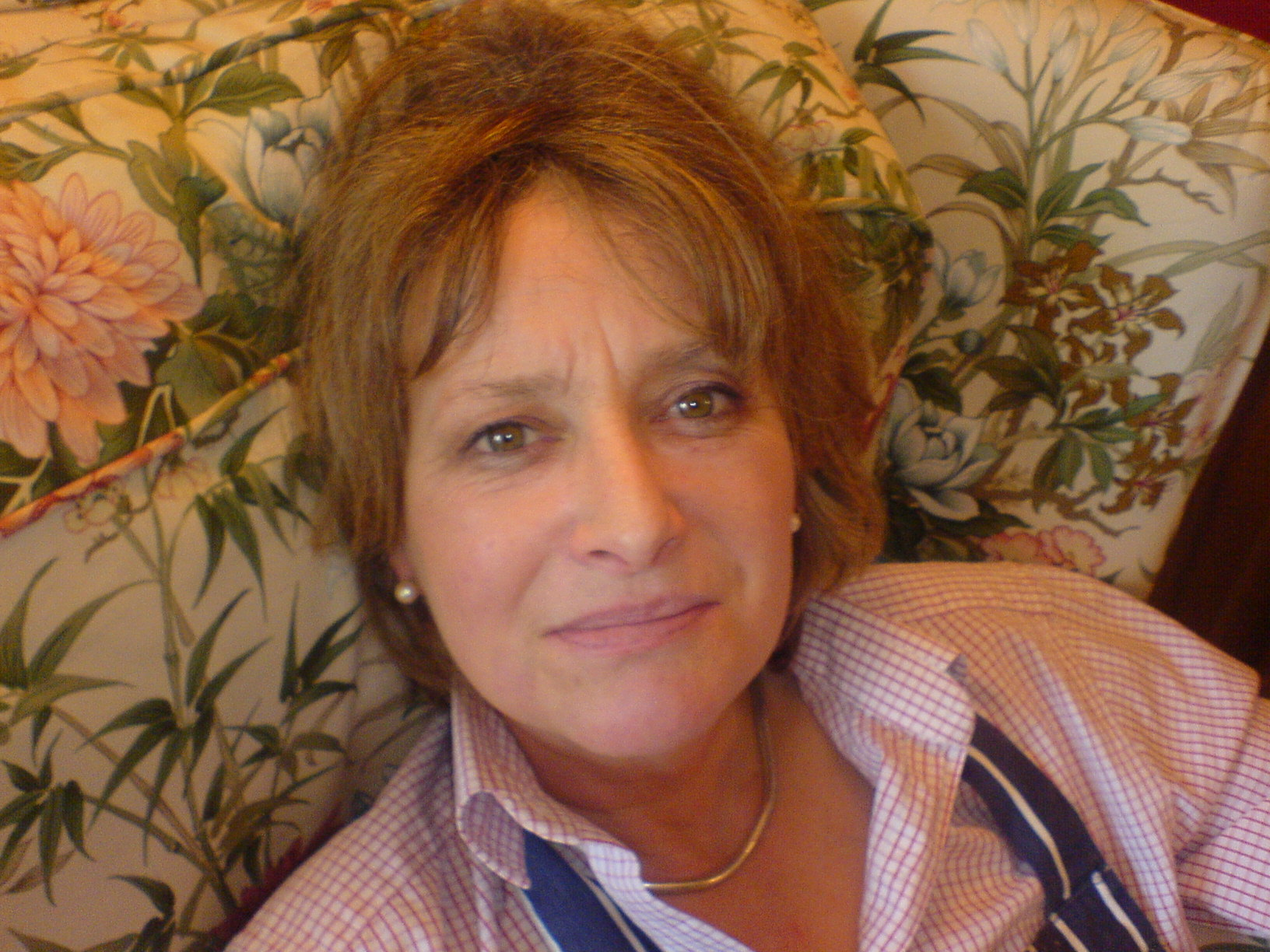
Minette Walters (2006)

Minette Walters (* 26. September 1949 in Bishop’s Stortford, Hertfordshire, als Minette Caroline Mary Jebb) ist eine britische Schriftstellerin. Sie schreibt Kriminalromane von hohem literarischen Niveau und wird allgemein auf eine Stufe mit den ebenfalls psychologische Kriminalromane schreibenden Britinnen P. D. James und Ruth Rendell gestellt. Ihren ersten Kriminalroman „Im Eishaus“  veröffentlichte sie erst im Alter von 43 Jahren. Wie die im Jahresabstand folgenden nächsten vier Romane wurde er mit angesehenen Literaturpreisen ausgezeichnet. Ihr Roman The Cellar, der sich mit Kindesmissbrauch auseinandersetzt, erschien in Großbritannien im Mai 2015, fast acht Jahre nach ihrem letzten Roman.

## Leben

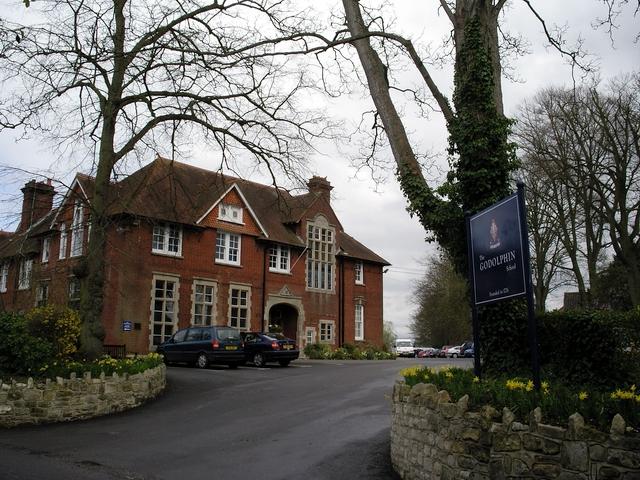
Das Internat Godolphin im Jahr 2006

Walters ist die Tochter des Armeeoffiziers Captain Samuel Jebb und seiner Frau Colleen. Deshalb verbrachte Minette die ersten zehn Jahre ihres Lebens auf Armeestützpunkten im Norden und Süden Englands. Nach dem frühen Tod ihres Mannes im Jahre 1958 sah sich Colleen Webb gezwungen, ihre schmale Pension durch kunsthandwerkliche Arbeiten aufzubessern, um sich und ihre drei Kinder – neben Minette zwei Söhne – durchzubringen. Alle drei Kinder gewannen Stipendien für Privatschulen. Minette Walters besuchte zunächst die Abbey School in Reading, Berkshire, bis sie ein Stipendium für die Godolphin Boarding School in Salisbury erhielt. Zu den früheren Absolventinnen dieses Internats gehören unter anderem die Kriminalautorinnen Dorothy L. Sayers und Josephine Bell.
Nach dem Abschluss der Schule ging sie für ein Jahr über das Freiwilligenprogramm „The Bridge“ nach Israel, wo sie sich in einer Gemeinde und in einem Heim für straffällig gewordene Jugendliche in Jerusalem betätigte. Sie bezeichnete diese Zeit als die prägendste Erfahrung ihres Lebens, nicht zuletzt, weil sie ihr einen Grad an Unabhängigkeit geboten habe, den sie so zuvor nicht gekannt hätte. Anschließend besuchte sie das Trevelyan College in Durham, welches sie 1971 mit einem Abschluss in Französisch beendete. Sie begann für das Verlagshaus IPC Media tätig zu werden und arbeitete als Journalistin und Lektorin für dieses Unternehmen. Zu ihren Lektoratsarbeiten gehörte es auch, die im Verlagshaus herausgegebenen romantischen Arztromane zu betreuen. Auf Grund ihrer ständigen Klagen über die schlechte Qualität der eingereichten Manuskripte forderte ein Kollege sie auf, selber welche zu verfassen. Unter einem bislang von Walters nicht öffentlich preisgegebenen Pseudonym verfasste sie rund 30 Romanzen, über die sie sagte;

„30.000 Worte lang, kein Sex, kein starker Alkohol und nur keusche Küsse“

Minette Walters heiratete 1978 den Geschäftsmann Alec Walters, den sie in Durham kennengelernt hatte. Mit ihm bekam sie zwei Söhne, Roland und Philip. Sie widmete sich zunächst der Erziehung ihrer Kinder und gab das Schreiben für eine Zeitlang auf. Erst nachdem der jüngere Sohn das Haus verlassen hatte, um aufs Internat zu gehen, widmete sie sich wieder dem Schreiben.
Sie lebt heute im ländlichen Dorchester und ist Großmutter.

## Werk
Ihr erster Roman, Im Eishaus, wurde 1992 veröffentlicht. An diesem Werk schrieb Walters zweieinhalb Jahre. Der Roman wurde zunächst von mehreren Verlagen abgelehnt, bis Macmillan Publishers ihn für 1.250 ₤ kaufte. Innerhalb von vier Monaten gewann er den John Creasey Award der Crime Writers Association und wurde von elf ausländischen Verlagen angenommen. Mit ihren nächsten beiden Büchern, Die Bildhauerin und Die Schandmaske, gewann Walters den Mystery Writers of America Edgar Award und den CWA Gold Dagger.
Themen, die Walters in ihren Werken verarbeitet, sind unter anderem Isolation, Familienkonflikte, Justiz und Rache. Da sie mehr daran interessiert ist, warum sich ein Mord ereignet hat, entsprechen ihre Kriminalromane im Aufbau nicht dem klassischen Whodunit. Über ihr Werk sagte sie 1999 im Interview mit dem kanadischen Nachrichtenmagazin Maclean’s:

„Es fasziniert mich, warum es eine unglaublich kleine Minderzahl an Personen gibt, die das Ermorden einer anderen Person als die Lösung für ein Problem ansehen anstatt zu realisieren, dass sie damit eine Reihe ganz anderer neuer Probleme schaffen. Und das ist es letztlich, über das ich schreibe.“

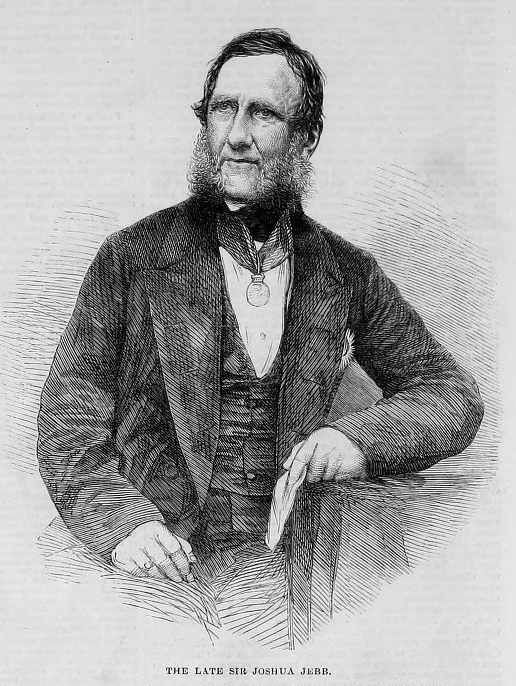
Joshua Jebb, Ururur-Großvater von Minette Walters

Auf einen immer wieder auftauchenden polizeilichen Ermittler hat Walters bislang verzichtet, auch polizeiliche Ermittlungsarbeit oder Forensik steht nicht im Mittelpunkt ihrer Romane. Im Mittelpunkt ihrer Geschichte stehen gewöhnlich Figuren, die eng miteinander verbunden sind. Im Eishaus sind dies beispielsweise drei Freundinnen, die zurückgezogen in einem Landhaus leben; in Die Bildhauerin ist dies eine scheinbar normale Familie der Mittelschicht, in der die älteste Tochter im Gefängnis sitzt, weil sie Mutter und Schwester umgebracht haben soll; in Die Schandmaske sind Hauptfiguren verbitterte und unterdrückte Frauen aus drei Generationen. Liebesbeziehungen spielen bei ihr anders als bei anderen zeitgenössischen Kriminalautoren durchaus eine größere Rolle. Egal aber, ob es sich um eine bestehende, eine scheiternde oder eine aufkeimende Beziehung handelt, ist die Fragilität dieser Beziehung ein sich durchziehendes Motiv. In Die Bildhauerin muss die Protagonistin Roz Leigh mit dem Unfalltod ihres Kindes, der Untreue ihres Ehemannes und dem daraus resultierenden Scheitern ihrer Ehe zurechtkommen; in Wellenbrecher führt eine verheerende Ehe mit einem Bigamisten und Betrüger dazu, dass Maggie Jenner emotional erkaltet.
Walters zählt zu ihren Vorfahren Joshua Jebb (1793–1863), dem als Regierungsbeamter unter anderem die Aufsicht über Gefängnisse unterstellt war. Eine Auseinandersetzung mit der Arbeit ihres Ururur-Großvaters führte zu einem Interesse an der Umsetzung von Gefängnisstrafen. Walters besuchte über lange Zeit ehrenamtlich einmal pro Woche Häftlinge im Gefängnis und tat dies bereits, bevor sie sich dem Schreiben von Kriminalromanen widmete. Ihr Roman Die Schandmaske ist unmittelbar von dieser Tätigkeit inspiriert: Einer der von ihr regelmäßiger besuchten Häftlinge, nach ihren eigenen Worten „ein Berg von einem Mann“, war wegen Vergewaltigung angeklagt und schüchterte die zierliche Walters allein durch seinen Körperumfang ein. Er erwies sich jedoch während ihrer Besuche als ein überaus charmanter und freundlicher Mensch. Seine Unschuld wurde noch vor der Gerichtsverhandlung bewiesen, sein Fall war jedoch die unmittelbare Inspiration für ihren zweiten Roman Die Bildhauerin, in der die Mordverdächtige eine Frau von grotesker Leibesfülle ist, der die Personen ihres Umfeldes mit so viel Vorurteilen begegnen, dass sie bereit sind, ihr die Mordtat zu unterstellen.
In den Romanen Walters wird oft auf reale Hintergründe oder Ereignisse Bezug genommen, um die Geschichte anschaulicher und echter wirken zu lassen. Walters beschreibt sich selbst als „Forschungs“-Schriftstellerin, die immer mit geringen Voraussetzungen beginne und zunächst selbst nicht wisse, wie die Geschichte ausgehen werde. Sie bleibe aber immer begeistert bei der Sache, weil sie, ebenso wie der Leser, wissen möchte, was als Nächstes passiert.

## Einflüsse

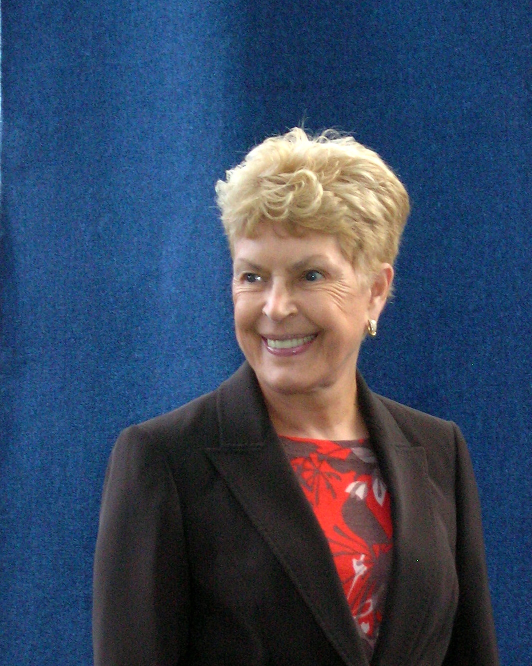
Ruth Rendell (2007)

Minette Walters hat nach eigenen Angaben von Kindheit an Kriminalgeschichten gelesen. Zu den ersten Kriminalautoren, die sie las, gehörte Agatha Christie; Walters bewundert außerdem die US-amerikanische Kriminalautorin Patricia Highsmith. Sie zählt zu den großen Bewunderern von Graham Greene: Von ihm habe sie gelernt, dass es möglich sei, literarisch anspruchsvolle Romane zu schreiben, die aber trotzdem lesbar seien. Sie liest außerdem sehr häufig Berichte über tatsächliche Kriminalfälle. Walters sieht sich außerdem von P. D. James und Ruth Rendell beeinflusst. In einem Interview für die britische Zeitung The Guardian, das wenige Monate beziehungsweise Tage nach dem Tod dieser beiden britischen Kriminalautorinnen geführt wurde, misst sie Ruth Rendell den größeren Einfluss bei:

„Beide waren sehr dominierende Persönlichkeiten, deren Einfluss dazu führte, dass dieses literarische Genre realistischer wurde, aber von den beiden hatte meiner Meinung nach Ruth den größeren Einfluss, da ihre Originalität ihr erlaubte, neue Wege zu beschreiten. Ihr Gesamtwerk ist außerordentlich, nicht zuletzt auch wegen der Vielzahl der Bücher, die sie geschrieben hat, und wegen ihres stets gleichbleibenden eleganten Stils. Sie war eine großartige Autorin. Ich bewundere sie außerordentlich und war sehr betroffen, als ich von ihrem Tod hörte.“

## Auszeichnungen
Minette Walters wurde für ihre Kriminalromane mit folgenden Literaturpreisen ausgezeichnet:
- 1992: CWA John „Creasey Memorial Dagger“ für The Icehouse (dt.: Im Eishaus. Goldmann, München 1994)
- 1994: Edgar Allan Poe Award – Bester Roman für The Sculptress (dt.: Die Bildhauerin. Goldmann, München 1995)
- 1994: CWA Gold Dagger für The Scold's Bridle (dt.: Die Schandmaske. Goldmann, München 1996)
- 1994: Macavity Award – Bester Roman für The Sculptress (dt.: Die Bildhauerin. Goldmann, München 1995)
- 1994: Marlowe – International für The Sculptress (dt.: Die Bildhauerin. Goldmann, München 1995)
- 2002: Palle-Rosenkrantz-Preis für Syreparken (dt.: Der Nachbar. Goldmann, München 2002. Original: Acid Row)
- 2003: CWA Gold Dagger für Fox Evil (dt.: Fuchsjagd. Goldmann, München 2003)
- 2006: Finnischer Krimipreis für ihr bisheriges ins Finnische übersetzte Werk

## Kriminalromane
- The Ice House, 1992
  - Im Eishaus, dt. von Mechtild Sandberg-Ciletti, Goldmann, München 1994. ISBN 3-442-30478-4
- The Sculptress, 1993
  - Die Bildhauerin, dt. von Mechtild Sandberg-Ciletti, Goldmann, München 1995. ISBN 3-442-30614-0
- The Scold’s Bridle, 1994
  - Die Schandmaske, dt. von Mechtild Sandberg-Ciletti, Goldmann, München 1996. ISBN 3-442-30622-1
- The Dark Room, 1995
  - Dunkle Kammern, dt. von Mechtild Sandberg-Ciletti, Goldmann, München 1997. ISBN 3-442-30650-7
- The Echo, 1997
  - Das Echo, dt. von Mechtild Sandberg-Ciletti, Goldmann, München 1998. ISBN 3-442-30696-5
- The Breaker, 1998
  - Wellenbrecher, dt. von Mechtild Sandberg-Ciletti, Goldmann, München 1998. ISBN 3-442-30796-1
- The Tinder Box, 1999/2004
  - In Flammen, dt. von Mechtild Sandberg-Ciletti, Goldmann, München 2000. ISBN 3-442-30882-8
- The Shape of Snakes, 2000
  - Schlangenlinien, dt. von Mechtild Sandberg-Ciletti, Goldmann, München 2001. ISBN 3-442-30871-2
- Acid Row, 2001
  - Der Nachbar, dt. von Mechtild Sandberg-Ciletti, Goldmann, München 2002. ISBN 3-442-30969-7
- Fox Evil, 2002
  - Fuchsjagd, dt. von Mechtild Sandberg-Ciletti, Goldmann, München 2003. ISBN 3-442-31012-1
- Disordered Minds, 2003
  - Der Außenseiter, dt. von Mechtild Sandberg-Ciletti, Goldmann, München 2005. ISBN 3-442-31078-4
- The Devil’s Feather, 2005
  - Des Teufels Werk, dt. von Mechtild Sandberg-Ciletti, Goldmann, München 2006. ISBN 3-442-30128-9
- Chickenfeed, 2006
  - Der Schrei des Hahns, dt. von Mechtild Sandberg-Ciletti, Goldmann, München 2008. ISBN 3-442-46653-9
- The Chameleon’s Shadow, 2007
  - Der Schatten des Chamäleons, dt. von Mechtild Sandberg-Ciletti, Goldmann, München 2008. ISBN 3-442-31159-4
- A Dreadful Murder – The Mysterious Death of Caroline Luard, 2013
- The Cellar, 2015
  - Der Keller, dt. von Charlotte Breuer und Norbert Möllemann, Goldmann, München 2016. ISBN 3-442-48432-4

## Historischer Roman
- The Last Hours, 2017
  - Die letzte Stunde, dt. von Sabine Lohmann und Peter Pfaffinger, Heyne, München 2018. Die Pest 1, ISBN 978-3-453-27168-5
- The Turn of Midnight, 2018
  - In der Mitte der Nacht, dt. von Sabine Lohmann und Peter Pfaffinger, Heyne, München 2019. Die Pest 2, ISBN 978-3-453-27172-2

## Verfilmungen
- 1996: Die Bildhauerin (The Sculptress)
- 1997: Im Eishaus (The Ice House)
- 1998: Das Echo (The Echo)
- 1998: — (The Scold's Bridle)
- 1999: Dunkle Kammern – Dark Room (The Dark Room)

## Einzelbelege
1. 1 2 3   Interview mit Minette Walters am 9. Mai 2015 in der britischen Zeitschrift Guardian., aufgerufen am 10. Mai 2015.
2. 1 2 3 4   Martha Hailey Dubose: Women of Mystery. S. 401.
3. ↑   zitiert nach Martha Hailey Dubose: Women of Mystery. S. 401. Im Original: thirty thousand words Maximum, no sex, no strong alcohol and only chaste kissing.
4. ↑  Interview mit dem Nachrichtenmagazin Maclean's im Jahre 1999. zitiert nach Martha Hailey Dubose: Women of Mystery. S. 400. Im Original lautet das Zitat: What Intrigen me is why there is this incredibly small minority of people who see the killing of another as a solution to a problem rather than... the beginning of an entirely different set of new problems. And that, in a nutshell, is what I write about.
5. 1 2   Martha Hailey Dubose: Women of Mystery. S. 402.
6. 1 2 3 4   Martha Hailey Dubose: Women of Mystery. S. 403.
7. ↑   Martha Hailey Dubose: Women of Mystery. S. 404.
8. ↑  Interview mit Minette Walters am 9. Mai 2015 in der britischen Zeitschrift Guardian., aufgerufen am 11. Mai 2015. Im Original lautet das Zitat: Both were towering figures who brought realism to the genre but, of the two, I think Ruth was the more influential because her originality allowed her to forge new paths. Her body of work is extraordinary, not least because of the number of books she wrote, and the unfailing elegance of her prose. She was a great writer. I admired her enormously and was very upset to hear of her death.
9. ↑   British Council Website über Minette Walters, aufgerufen am 10. Mai 2015.

| Personendaten    | Personendaten                             |
| ---------------- | ----------------------------------------- |
| NAME             | Walters, Minette                          |
| ALTERNATIVNAMEN  | Jebb, Minette Caroline Mary (Geburtsname) |
| KURZBESCHREIBUNG | britische Schriftstellerin                |
| GEBURTSDATUM     | 26. September 1949                        |
| GEBURTSORT       | Bishop’s Stortford                        |